# Neoephemera purpurea
Neoephemera purpurea is een haft uit de familie Neoephemeridae. De wetenschappelijke naam van de soort is voor het eerst geldig gepubliceerd in 1931 door Traver.
De soort komt voor in het Nearctisch gebied.